# Oiwa Ryota
Ryota Oiwa (sinh ngày 5 tháng 8 năm 1996) là một cầu thủ bóng đá người Nhật Bản.

## Sự nghiệp câu lạc bộ
Ryota Oiwa đã từng chơi cho Thespakusatsu Gunma.